# Język maj
Język maj (maay, mai mai, rahanweyn) – język kuszycki z grupy wschodniej, którym posługują się niecałe 2 miliony ludzi w Somalii.